# Saison 2006 de l'équipe cycliste CSC
L'équipe cycliste CSC participait en 2006 au ProTour.

## Préparation de la saison 2006

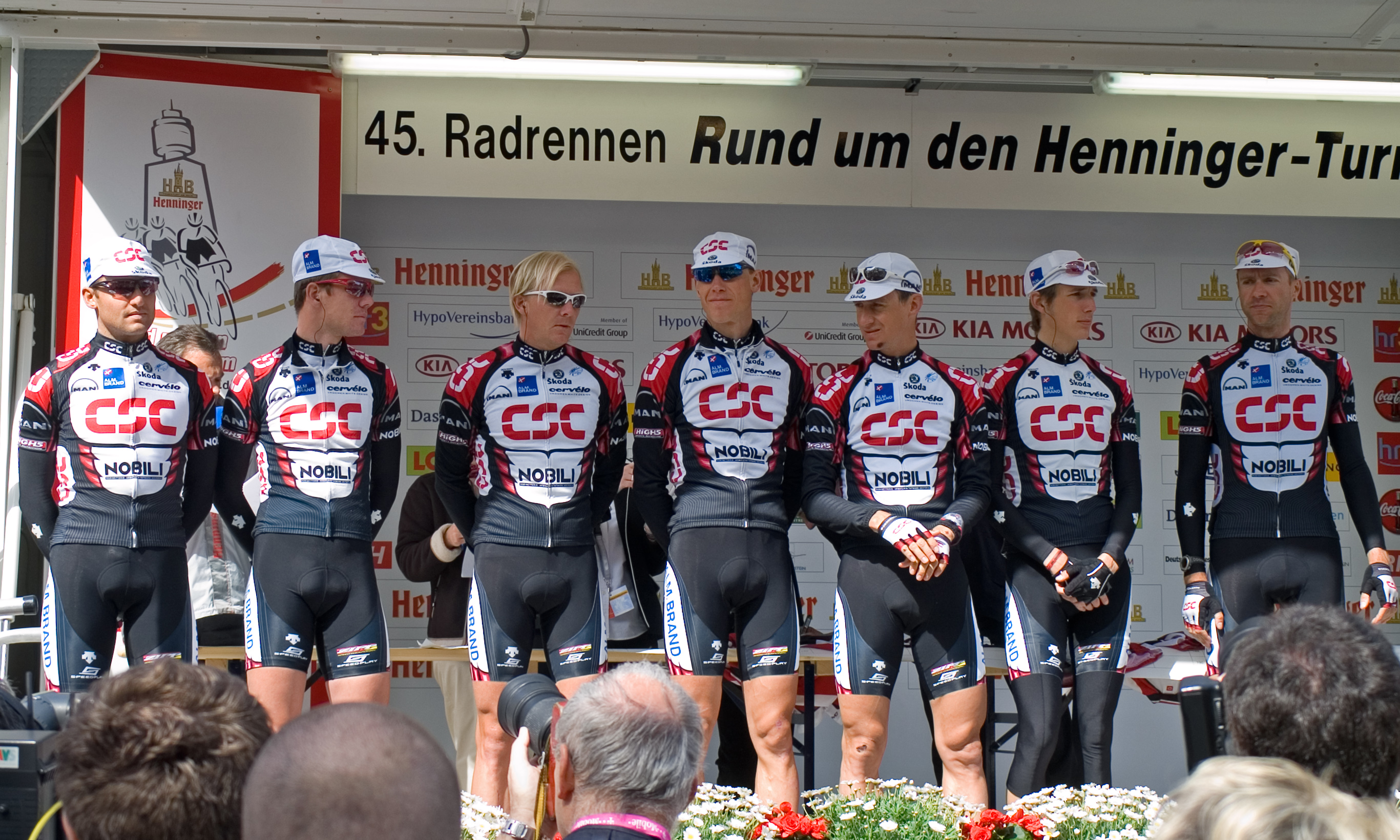
L'équipe CSC au Henninger Turm 2006.

### Arrivées et départs
| Arrivées            | Équipe 2005          |
| ------------------- | -------------------- |
| Fabian Cancellara   | Fassa Bortolo        |
| Íñigo Cuesta        | Saunier Duval-Prodir |
| Volodymyr Gustov    | Fassa Bortolo        |
| Kasper Klostergaard | Néo-pro              |
| Karsten Kroon       | Rabobank             |
| Marcus Ljungqvist   | Liquigas-Bianchi     |
| Stuart O'Grady      | Cofidis              |
| Martin Pedersen     | GLS                  |

| Départs              | Équipe 2006       |
| -------------------- | ----------------- |
| Thomas Bruun Eriksen | retraite          |
| Manuel Calvente      | Agritubel         |
| Vladimir Gusev       | Discovery Channel |
| Tristan Hoffman      | retraite          |

## Coureurs et encadrement technique

### Effectif
| Effectif 2006                | Effectif 2006     | Effectif 2006 | Effectif 2006                               |
| Cycliste                     | Date de naissance | Pays          | Équipe précédente                           |
| ---------------------------- | ----------------- | ------------- | ------------------------------------------- |
| Kurt Asle Arvesen            | 9 février 1975    | Norvège       | Fakta (2003)                                |
| Lars Bak                     | 16 janvier 1980   | Danemark      | Bankgiroloterij (2004)                      |
| Ivan Basso (1 janv.–17 oct.) | 26 novembre 1977  | Italie        | Fassa Bortolo (2003)                        |
| Michael Blaudzun             | 30 avril 1973     | Danemark      | Deutsche Telekom (1998)                     |
| Matti Breschel               | 31 août 1984      | Danemark      | Team PH (2004)                              |
| Fabian Cancellara            | 18 mars 1981      | Suisse        | Fassa Bortolo (2005)                        |
| Íñigo Cuesta                 | 2 juin 1969       | Espagne       | Saunier Duval-Prodir (2005)                 |
| Volodymyr Gustov             | 15 février 1977   | Ukraine       | Fassa Bortolo (2005)                        |
| Allan Johansen               | 14 juillet 1971   | Danemark      | Bankgiroloterij (2004)                      |
| Bobby Julich                 | 18 novembre 1971  | États-Unis    | Telekom (2003)                              |
| Kasper Klostergaard          | 22 mai 1983       | Danemark      | Glud & Marstrand Horsens (2005)             |
| Karsten Kroon                | 29 janvier 1976   | Pays-Bas      | Rabobank (2005)                             |
| Marcus Ljungqvist            | 26 octobre 1974   | Suède         | Liquigas-Bianchi (2005)                     |
| Giovanni Lombardi            | 20 juillet 1969   | Italie        | Domina Vacanze (2004)                       |
| Peter Luttenberger           | 13 décembre 1972  | Autriche      | Tacconi Sport (2002)                        |
| Lars Michaelsen              | 13 mars 1969      | Danemark      | Team Coast (2002)                           |
| Christian Müller             | 1 mars 1982       | Allemagne     | Wiesenhof (2004)                            |
| Stuart O'Grady               | 6 août 1973       | Australie     | Cofidis-Le Crédit par Téléphone (2005)      |
| Martin Pedersen              | 15 avril 1983     | Danemark      | GLS (2005)                                  |
| Andrea Peron                 | 14 août 1971      | Italie        | Fassa Bortolo (2001)                        |
| Jakob Piil                   | 9 mars 1973       | Danemark      | Team Acceptcard (1999)                      |
| Luke Roberts                 | 25 janvier 1977   | Australie     | ComNet-Senges (2004)                        |
| Carlos Sastre                | 22 avril 1975     | Espagne       | ONCE-Eroski (2001)                          |
| Andy Schleck                 | 10 juin 1985      | Luxembourg    | Vélo-Club de Roubaix-Lille Métropole (2004) |
| Fränk Schleck                | 15 avril 1980     | Luxembourg    | Union cycliste Châteauroux (2002)           |
| Nicki Sørensen               | 14 mai 1975       | Danemark      | Fakta (2000)                                |
| Brian Vandborg               | 4 décembre 1981   | Danemark      |                                             |
| Christian Vande Velde        | 22 mai 1976       | États-Unis    | Liberty Seguros (2004)                      |
| Jens Voigt                   | 17 septembre 1971 | Allemagne     | Crédit Agricole (2003)                      |
| David Zabriskie              | 12 janvier 1979   | États-Unis    | US Postal Service-Berry Floor (2004)        |
|                              |                   |               |                                             |
| Source : ProCyclingStats     |                   |               |                                             |

## Bilan de la saison

### Victoires
Victoires sur le ProTour
| Date       | Course                                   | Pays      | Classe | Vainqueur         |
| ---------- | ---------------------------------------- | --------- | ------ | ----------------- |
| 05/03/2006 | Prologue de Paris-Nice                   | France    | PT     | Bobby Julich      |
| 12/03/2006 | 5e étape de Tirreno-Adriatico            | Italie    | PT     | Fabian Cancellara |
| 09/04/2006 | Paris-Roubaix                            | France    | PT     | Fabian Cancellara |
| 16/04/2006 | Amstel Gold Race                         | Pays-Bas  | PT     | Fränk Schleck     |
| 11/05/2006 | 5e étape du Tour d'Italie                | Italie    | PT     | CSC               |
| 14/05/2006 | 8e étape du Tour d'Italie                | Italie    | PT     | Ivan Basso        |
| 16/05/2006 | 1re étape du Tour de Catalogne           | Espagne   | PT     | Fabian Cancellara |
| 23/05/2006 | 16e étape du Tour d'Italie               | Italie    | PT     | Ivan Basso        |
| 27/05/2006 | 16e étape du Tour d'Italie               | Italie    | PT     | Ivan Basso        |
| 28/05/2006 | Classement général du Tour d'Italie      | Italie    | PT     | Ivan Basso        |
| 04/06/2006 | Prologue du Critérium du Dauphiné libéré | France    | PT     | David Zabriskie   |
| 07/06/2006 | 3e étape du Critérium du Dauphiné libéré | France    | PT     | David Zabriskie   |
| 18/06/2006 | Eindhoven Team Time Trial                | Pays-Bas  | PT     | CSC               |
| 15/07/2006 | 13e étape du Tour de France              | France    | PT     | Jens Voigt        |
| 18/07/2006 | 15e étape du Tour de France              | France    | PT     | Fränk Schleck     |
| 20/07/2006 | 17e étape du Tour de France              | France    | PT     | Carlos Sastre     |
| 03/08/2006 | 2e étape du Tour d'Allemagne             | Allemagne | PT     | Jens Voigt        |
| 07/08/2006 | 6e étape du Tour d'Allemagne             | Allemagne | PT     | Jens Voigt        |
| 08/08/2006 | 7e étape du Tour d'Allemagne             | Allemagne | PT     | Jens Voigt        |
| 09/08/2006 | Classement général du Tour d'Allemagne   | Allemagne | PT     | Jens Voigt        |
| 26/08/2006 | 1re étape du Tour d'Espagne              | Espagne   | PT     | CSC               |

Victoires sur les Circuits Continentaux
| Date         | Course                                         | Pays        | Classe | Vainqueur             |
| ------------ | ---------------------------------------------- | ----------- | ------ | --------------------- |
| 21 mars      | 1re étape B de la Semaine catalane             | Espagne     |        | CSC                   |
| 26 mars      | 2e étape du Critérium international            | France      |        | Ivan Basso            |
| 26 mars      | Classement général du Critérium international  | France      |        | Ivan Basso            |
| 6 avril      | 3e étape du Circuit de la Sarthe               | France      |        | Ivan Basso            |
| 9 avril      | Klasika Primavera                              | Espagne     |        | Carlos Sastre         |
| 18 avril     | 1re étape du Tour de Géorgie                   | États-Unis  |        | Lars Michaelsen       |
| 29 avril     | Grand Prix Herning                             | Belgique    |        | Allan Johansen        |
| 31 mai       | 1re étape du Tour de Luxembourg                | Luxembourg  |        | Allan Johansen        |
| 4 juin       | Classement général du Tour de Luxembourg       | Luxembourg  |        | Christian Vande Velde |
| 17 juin      | 4e étape du Ster Elektrotoer                   | Allemagne   |        | Jens Voigt            |
| 17 juin      | Classement général du Ster Elektrotoer         | Allemagne   |        | Kurt Asle Arvesen     |
| 22 juin      | Championnat de Norvège du contre-la-montre     | Norvège     | CN     | Kurt Asle Arvesen     |
| 23 juin      | Championnat de Suisse du contre-la-montre      | Suisse      | CN     | Fabian Cancellara     |
| 23 juin      | Championnat du Danemark du contre-la-montre    | Danemark    | CN     | Brian Vandborg        |
| 24 juin      | Championnat d'Autriche du contre-la-montre     | Autriche    | CN     | Peter Luttenberger    |
| 25 juin      | Championnat du Danemark sur route              | Danemark    | CN     | Allan Johansen        |
| 21 juillet   | 3e étape du Tour de Saxe                       | Allemagne   |        | Andy Schleck          |
| 23 juillet   | 5e étape du Tour de Saxe                       | Allemagne   |        | Andy Schleck          |
| 3 août       | 2e étape de Paris-Corrèze                      | France      |        | Marcus Ljungqvist     |
| 3 août       | 2e étape du Tour du Danemark                   | Danemark    |        | Fabian Cancellara     |
| 6 août       | 5e étape du Tour du Danemark                   | Danemark    |        | Fabian Cancellara     |
| 6 août       | Classement général du Tour du Danemark         | Danemark    |        | Fabian Cancellara     |
| 12 août      | Tour de la Hainleite                           | Allemagne   |        | Jens Voigt            |
| 13 août      | Tour de Bochum                                 | Allemagne   |        | Jens Voigt            |
| 20 août      | Championnat des États-Unis du contre-la-montre | États-Unis  | CN     | David Zabriskie       |
| 29 août      | 1re étape du Tour de Grande-Bretagne           | Royaume-Uni |        | Martin Pedersen       |
| 3 septembre  | Classement général du Tour de Grande-Bretagne  | Royaume-Uni |        | Martin Pedersen       |
| 14 septembre | 2e étape du Drei-Länder-Tour                   | Allemagne   |        | Karsten Kroon         |
| 16 septembre | 4e étape du Drei-Länder-Tour                   | Allemagne   |        | Luke Roberts          |
| 17 septembre | 5e étape du Drei-Länder-Tour                   | Allemagne   |        | Karsten Kroon         |

Championnats du monde
| Date       | Course                    | Pays     | Classe            | Vainqueur |
| ---------- | ------------------------- | -------- | ----------------- | --------- |
| 21/09/2006 | Championnats du monde CLM | Autriche | Fabian Cancellara |           |

### Classements UCI ProTour
| Rang | Coureur               | Points |
| ---- | --------------------- | ------ |
| 3    | Fränk Schleck         | 165    |
| 9    | Ivan Basso            | 138    |
| 17   | Carlos Sastre         | 114    |
| 20   | Fabian Cancellara     | 106    |
| 32   | Jens Voigt            | 75     |
| 41   | Stuart O'Grady        | 65     |
| 42   | Karsten Kroon         | 60     |
| 77   | Kurt Asle Arvesen     | 31     |
| 107  | Íñigo Cuesta          | 15     |
| 109  | Jakob Piil            | 15     |
| 129  | David Zabriskie       | 9      |
| 141  | Nicki Sørensen        | 7      |
| 168  | Bobby Julich          | 4      |
| 182  | Christian Vande Velde | 3      |
| 187  | Volodymyr Gustov      | 2      |

L'équipe CSC a terminé à la 1re place avec 388 points.